# Paramjeet Singh
Paramjit Singh (né le 22 août 1971) est un athlète indien, spécialiste du 400 m.
En 1998, il bat le record national du 400 m détenu pendant 38 ans par Milkha Singh.